# Restorationisme
Restorationisme er troen på en genoprettelse af den oprindelige kristendom. I de kristne skrifter, bl.a. 2. Thess 2,3, blev der ved flere lejligheder talt om et frafald, som ville komme.
Efter apostlenes død (den sidste var Apostlen Johannes, som døde omkring år 100) var der ikke noget bolværk mod frafaldet. Derfor blev den oprindelige kristne lære blandet med hedensk filosofi og ikke-kristne skikke.
Restorationister søger tilbage til den form for kristendom, som de første kristne i det første århundrede praktiserede, og som udelukkende var bygget på den lære, Kristus underviste i.